# Zhu Ting (futbolista)
Zhu Ting (en chino: 朱挺; pinyin: Zhū Tǐng; Dalian, Liaoning; 15 de julio de 1985) es un futbolista chino que juega en las posiciones de lateral derecho, extremo y delantero. Actualmente milita en el Dalian Professional de la Superliga China.

## Carrera

### Club
| Periodo   | Club                      | País  | Apariciones | Goles |
| --------- | ------------------------- | ----- | ----------- | ----- |
| 2002–2012 | Dalian Shide              | China | 171         | 26    |
| 2004      | → Dalian Changbo (cedido) | China | 17          | 1     |
| 2013–2014 | Wuhan Zall                | China | 48          | 6     |
| 2015–2020 | Dalian Professional       | China | 122         | 2     |
| 2021      | Qingdao FC                | China | 14          | 0     |
| 2022–     | Dalian Professional       | China | 15          | 1     |

### Selección nacional
Jugó para China en 22 ocasiones de 2006 a 2012 y anotó tres goles; participó en los Juegos Asiáticos de 2006, la Copa Asiática 2007, los Juegos Olímpicos de Pekín 2008 y la clasificación de AFC para la Copa Mundial de Fútbol de 2010.

#### Goles internacionales
| # | Fecha                 | Lugar                                                       | Oponente        | Gol | Resultado | Competición                                   |
| - | --------------------- | ----------------------------------------------------------- | --------------- | --- | --------- | --------------------------------------------- |
| 1 | 27 de enero de 2008   | Estadio Tianhe, Guangzhou, China                            | Siria           | 2–1 | 2–1       | Amistoso                                      |
| 2 | 23 de febrero de 2008 | Centro de Deportes Olímpicos de Chongqing, Chongqing, China | Corea del Norte | 1–1 | 3–1       | Campeonato de Fútbol de Asia Oriental de 2008 |
| 3 | 15 de marzo de 2008   | Centro Deportivo Kunming Tuodong, Kunming, China            | Tailandia       | 3–3 | 3–3       | Amistoso                                      |

## Logros

### Dalian Shide
- Chinese Super League: 2005
- Chinese FA Cup: 2005

### Dalian Professional
- China League One: 2017[3]